# Cuon
Cuon ([kɥɔ̃] ) ist eine ehemalige französische Gemeinde mit 631 Einwohnern (Stand: 1. Januar 2022) im Département Maine-et-Loire in der Region Pays de la Loire. Sie gehörte zum Arrondissement Saumur. Die Bewohner werden Cuonnais und Cuonnaises genannt.
Der Erlass des Präfekten vom 10. Juli 2015 legte mit Wirkung zum 1. Januar 2016 die Eingliederung von Cuon als Commune déléguée gemeinsam mit 14 weiteren Orten zur Commune nouvelle Baugé-en-Anjou fest.

## Geografie

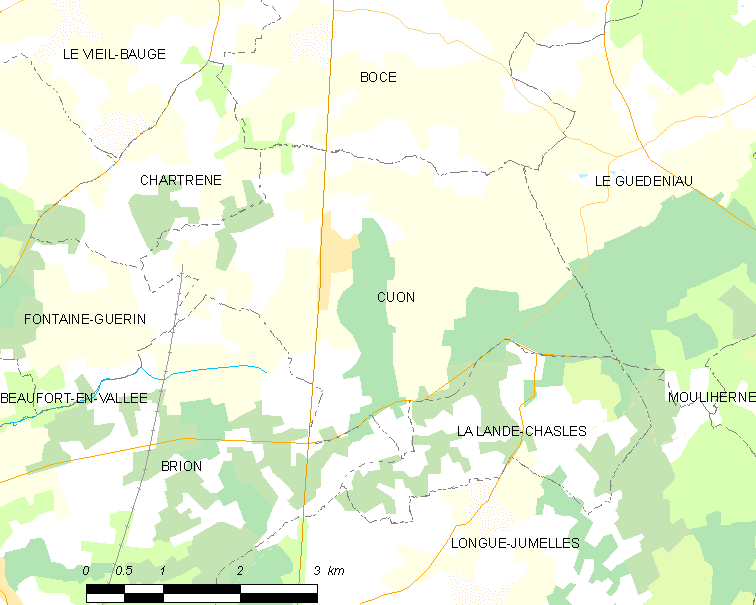
Karte von Cuon

Cuon liegt etwa 33 Kilometer östlich von Angers, etwa 63 Kilometer südsüdwestlich von Le Mans und etwa 24 Kilometer nördlich von Saumur in der Région naturelle des Baugeois. Das Ortsgebiet liegt im Pariser Becken auf einer gewellten Hochebene. Das Zentrum befindet auf etwa 53 m Höhe am Fuß einer Hügelkette mit Höhen über 80 m. Im östlichen Teil des Ortsgebiets erhebt sich eine weitere Hügelkette mit Höhen über 90 m. Cuon wird hauptsächlich vom Flüsschen Brocard, das das Ortsgebiet im Norden begrenzt, sowie vom zeitweise trockenfallenden Ruisseau de l’Étang entwässert.
Umgeben wird Cuon von drei Nachbargemeinden und drei Communes déléguées von Baugé-en-Anjou:
|                              | Bocé (Commune déléguée)                     |                                                    |
| Chartrené (Commune déléguée) | Kompassrose, die auf Nachbargemeinden zeigt | Le Guédeniau (Commune déléguée)                    |
| Les Bois d’Anjou             |                                             | Longué-Jumelles (Berührungspunkt) La Lande-Chasles |

## Geschichte
Im Jahre 1039 wurde der Ortsname in Form von Drogo de Cuone in den Schriften erstmalig erwähnt, im Jahre 1100 in der Form Cuuum.
Höhlenbewohner der Gegend erbauten um 1070–1080 auf einem hochgelegenen Platz aus Feldsteinen ein Gebäude, das vor allem als Zuflucht vor Räubern dienen sollte. Es wurde la Grange (dt. die Scheune) genannt und entwickelte sich allmählich zu einem Wohnplatz, der im 12. Jahrhundert eine romanische Kirche erhielt.

## Bevölkerungsentwicklung
| Cuon: Einwohnerzahlen von 1793 bis 2020                                                                                    | Cuon: Einwohnerzahlen von 1793 bis 2020 | Cuon: Einwohnerzahlen von 1793 bis 2020 | Cuon: Einwohnerzahlen von 1793 bis 2020 | Cuon: Einwohnerzahlen von 1793 bis 2020 |
| --- | --------------------------------------- | --------------------------------------- | --------------------------------------- | --------------------------------------- |
| Jahr |                                         |                                         |                                         | Einwohner                               |
| 1793 | 1793                                    |                                         | 789                                     | 789                                     |
| 1800 | 1800                                    |                                         | 769                                     | 769                                     |
| 1806 | 1806                                    |                                         | 802                                     | 802                                     |
| 1821 | 1821                                    |                                         | 898                                     | 898                                     |
| 1831 | 1831                                    |                                         | 890                                     | 890                                     |
| 1841 | 1841                                    |                                         | 960                                     | 960                                     |
| 1846 | 1846                                    |                                         | 858                                     | 858                                     |
| 1851 | 1851                                    |                                         | 926                                     | 926                                     |
| 1856 | 1856                                    |                                         | 842                                     | 842                                     |
| 1861 | 1861                                    |                                         | 809                                     | 809                                     |
| 1866 | 1866                                    |                                         | 822                                     | 822                                     |
| 1872 | 1872                                    |                                         | 772                                     | 772                                     |
| 1876 | 1876                                    |                                         | 767                                     | 767                                     |
| 1881 | 1881                                    |                                         | 722                                     | 722                                     |
| 1886 | 1886                                    |                                         | 757                                     | 757                                     |
| 1891 | 1891                                    |                                         | 725                                     | 725                                     |
| 1896 | 1896                                    |                                         | 675                                     | 675                                     |
| 1901 | 1901                                    |                                         | 706                                     | 706                                     |
| 1906 | 1906                                    |                                         | 665                                     | 665                                     |
| 1911 | 1911                                    |                                         | 680                                     | 680                                     |
| 1921 | 1921                                    |                                         | 621                                     | 621                                     |
| 1926 | 1926                                    |                                         | 595                                     | 595                                     |
| 1931 | 1931                                    |                                         | 597                                     | 597                                     |
| 1936 | 1936                                    |                                         | 543                                     | 543                                     |
| 1946 | 1946                                    |                                         | 595                                     | 595                                     |
| 1954 | 1954                                    |                                         | 547                                     | 547                                     |
| 1962 | 1962                                    |                                         | 548                                     | 548                                     |
| 1968 | 1968                                    |                                         | 531                                     | 531                                     |
| 1975 | 1975                                    |                                         | 486                                     | 486                                     |
| 1982 | 1982                                    |                                         | 413                                     | 413                                     |
| 1990 | 1990                                    |                                         | 416                                     | 416                                     |
| 1999 | 1999                                    |                                         | 481                                     | 481                                     |
| 2006 | 2006                                    |                                         | 563                                     | 563                                     |
| 2013 | 2013                                    |                                         | 608                                     | 608                                     |
| 2020 | 2020                                    |                                         | 571                                     | 571                                     |
| Quelle(n): EHESS/Cassini bis 1999, INSEE ab 2006 Anmerkung(en): Ab 1962 offizielle Zahlen ohne Einwohner mit Zweitwohnsitz |                                         |                                         |                                         |                                         |

## Sehenswürdigkeiten
- Pfarrkirche Saint-Évroul aus dem 11./12. Jahrhundert, seit 1914 als Monument  historique klassifiziert
- Schloss Vaux aus dem 15. Jahrhundert
- Schloss Les Graffinières aus dem 15. Jahrhundert
- Herrenhaus im Weiler Cucé aus dem 16. und 17. Jahrhundert
- Herrenhaus im Weiler Villebouvey aus dem 16. Jahrhundert
- Ehemalige Herberge aus dem 18./19. Jahrhundert
- Pfarrhaus aus dem 15. Jahrhundert
- Ehemalige Mühlen aus dem 18. und 19. Jahrhundert
- Waschhäuser (Lavoirs) aus dem 19. Jahrhundert
- Menhir, genannt „Pierre-Fritte“ am Lieu-dit La Butte du Tertre Martin im äußersten Osten des Ortsgebiets
- Mehrere Häuser und Bauernhöfe aus dem 15. bis 19. Jahrhundert

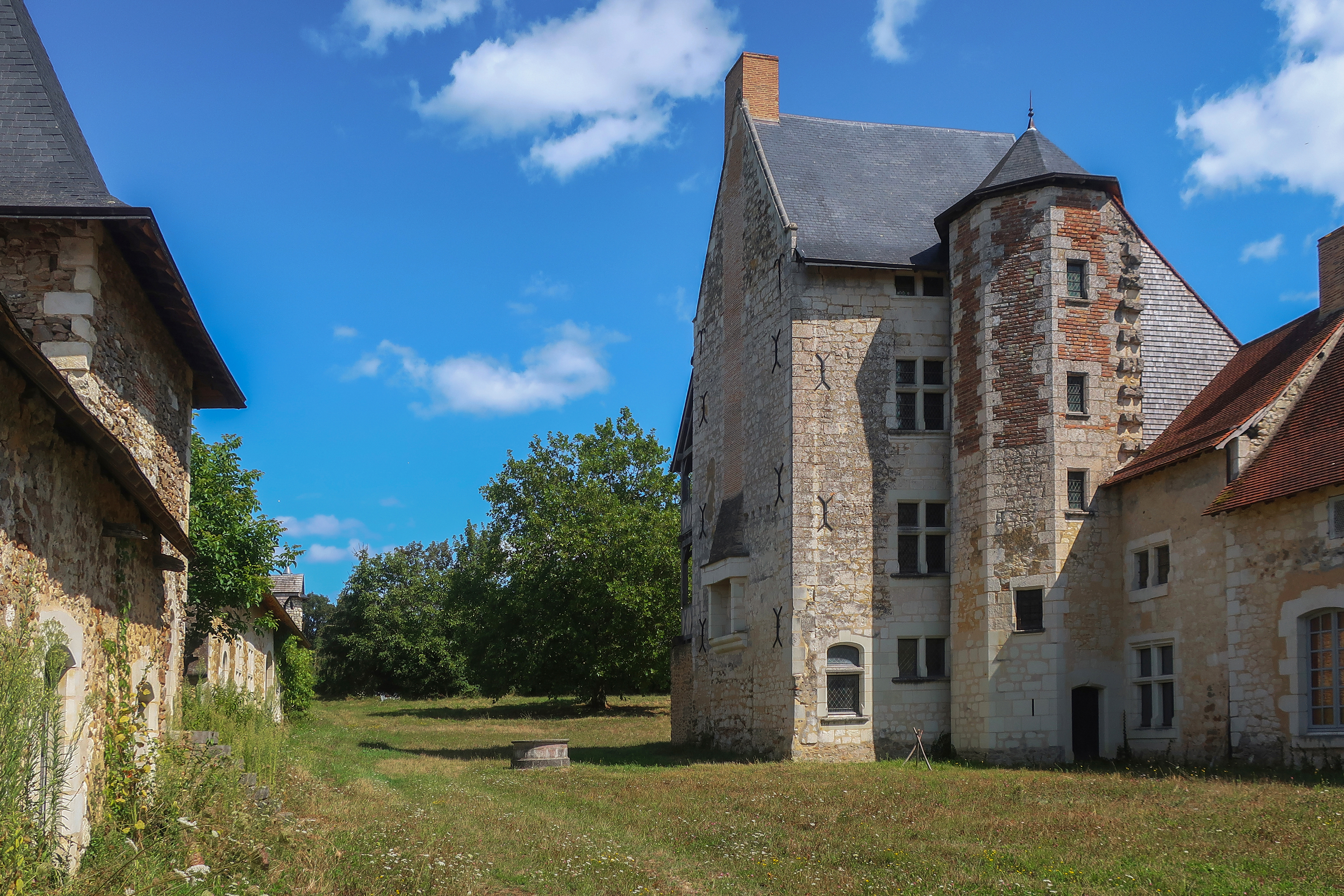
Schloss Vaux
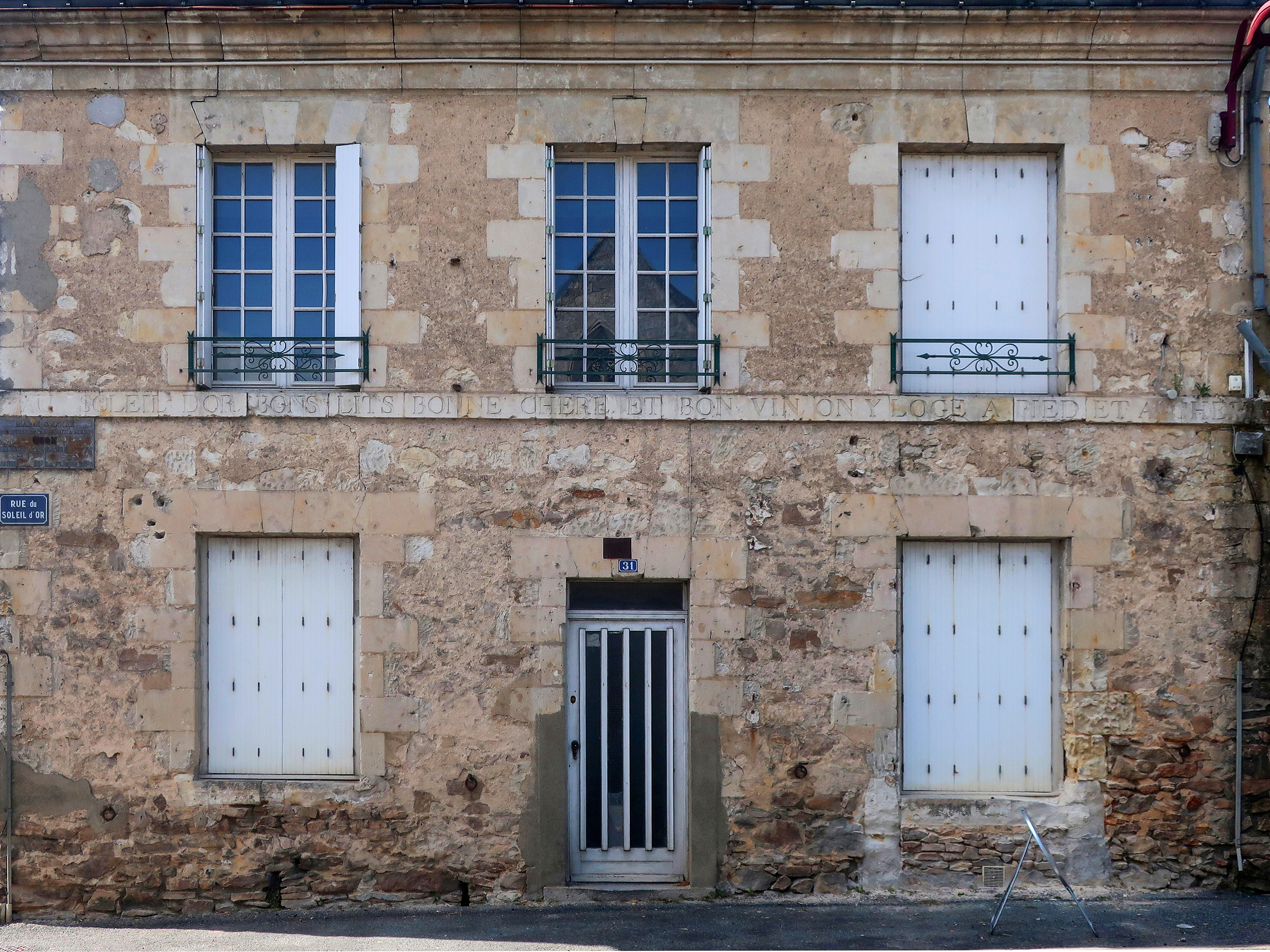
Ehemalige Herberge